# Akoites
Akoites (altgriechisch Ἀκοίτης Akoítēs; literarisch nur unter der lateinischen Namensform Acoetes bezeugt) ist eine Gestalt der griechischen Mythologie.
Akoites war der Sohn eines armen Fischers aus Mäonien. Er diente als Steuermann auf einem tyrrhenischen Piratenschiff. Auf Chios fanden seine Gefährten einen schönen, schlafenden Knaben und brachten ihn auf das Schiff. Akoites sollte das Kind mitnehmen, erkannte in ihm aber einen jungen Gott und verweigerte seine Zustimmung zu der Entführung. Er wurde jedoch von seinen Genossen gezwungen, mit dem Jungen an Bord in See zu stechen. Nicht lange danach erwachte der Knabe und verlangte, nach Naxos gebracht zu werden. Die Schiffer sagten es zu, hielten ihr Wort aber nicht. Da offenbarte sich der Knabe als Dionysos. Das Schiff stand plötzlich still, Weinreben rankten an den Masten und dem Kiel empor; den Thyrsos schwingend und von Tigern, Luchsen und Panthern umgeben erschien der Gott. Er berührte mit seinem Stab die Schiffer, worauf sie im Wahnsinn ins Meer sprangen und sich in Delfine verwandelten. Der Gott verschonte nur Akoites vor seiner Rache und weihte ihn zum Lohn auf Naxos in seine Mysterien ein. Nun verbreitete Akoites den Dionysoskult. In Theben erzählte er Pentheus das Wunder, doch der König, welcher der Dionysosverehrung widerstrebte, warf Akoites in den Kerker. Der Gott ließ seinem Diener die Fesseln abfallen und die Türen aufspringen.
Diese Sage wird von Ovid und Hyginus im Wesentlichen übereinstimmend berichtet. Den Darstellungen der beiden Autoren dürfte ein gemeinsamer hellenistischer Gewährsmann zugrunde liegen, der wiederum seinerseits den siebenten homerischen Hymnus als Quelle benutzt haben könnte.